# Мелітта Бенц

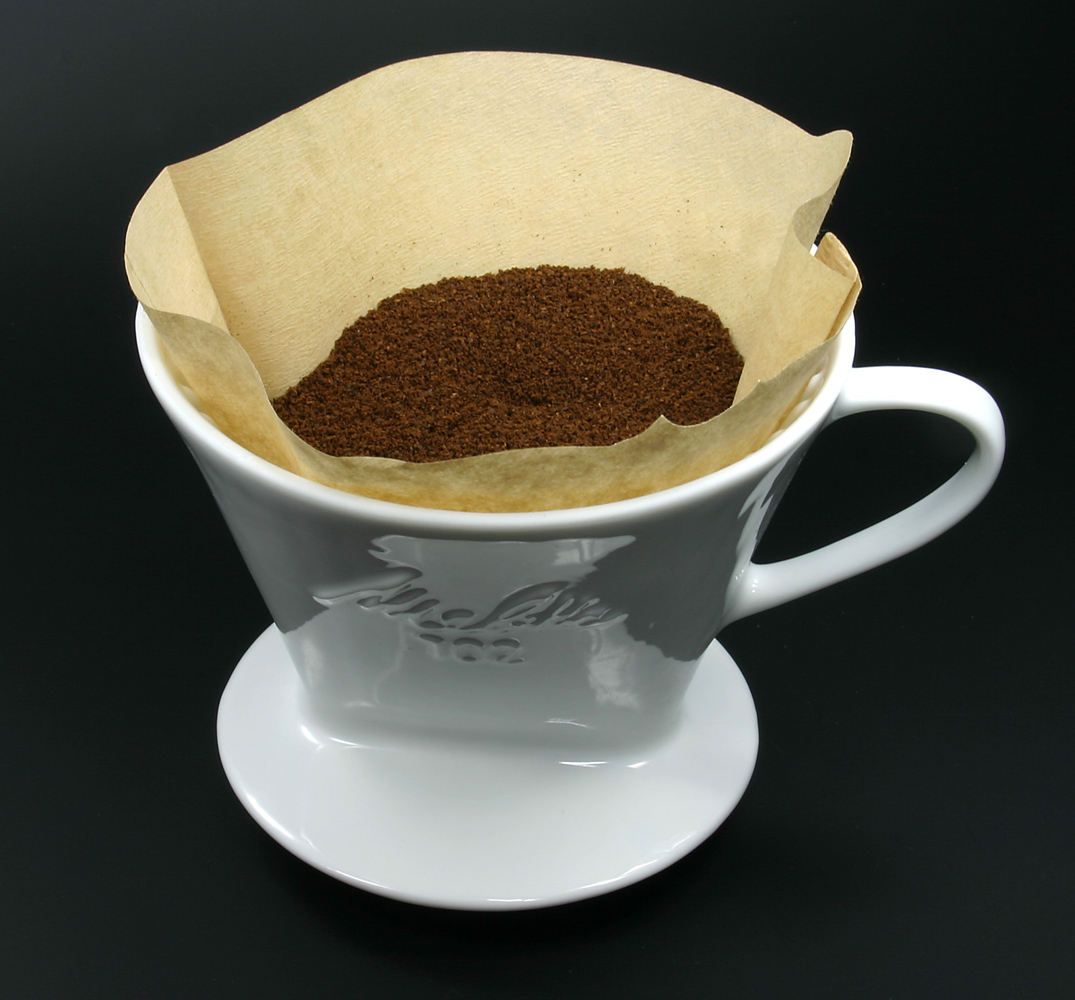

Мелітта Бенц (нім. Melitta Bentz, уродж. Лібшер, 31 січня 1873, Дрезден — 29 червня 1950, Хольцмінден) — дрезденська домогосподарка, винахідниця паперового фільтра для кави. Вона заснувала однойменну компанію Melitta, яка досі працює під контролем родини.

## Історія
Бенц заважало те, що останній ковток із чашки містив завжди більше кавової гущі, ніж кави. Вона продірявила дно горщика і поклала туди промокальний папір з шкільного зошита її старшого сина. 
У 1908 р. Мелітта Бенц отримала патент і спільно з чоловіком Хуго заснувала фірму Melitta для виробництва нововведення.